# サベナ航空548便墜落事故
サベナ航空548便墜落事故（サベナこうくう548びんついらくじこ、英語：Sabena Flight 548）は、1961年2月15日にベルギーの首都のブリュッセル近郊で発生した航空事故である。この事故で、同機の乗客乗員72人全員と地上にいた1人が死亡した。同機にはチェコスロバキア（当時、現チェコ）のプラハで開催予定だった世界フィギュアスケート選手権に向かう途中のアメリカ代表チームが搭乗しており、全員が犠牲となった。

## 事故の概要

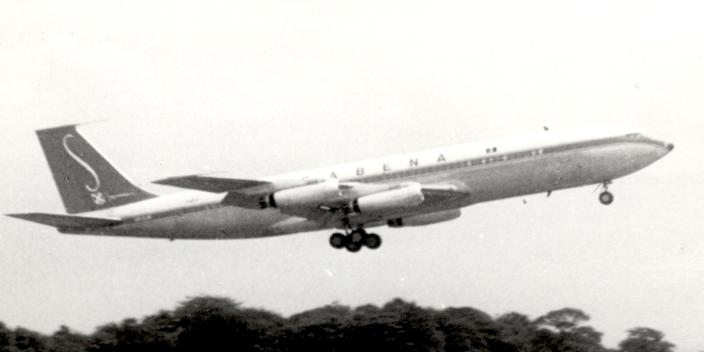
同型機のボーイング707

1961年2月15日、サベナ航空548便ボーイング707-329（機体記号OO-SJB、1959年製造）は、アメリカのニューヨーク・アイドルワイルド空港（現在のジョン・F・ケネディ国際空港）からベルギーのブリュッセル国際空港に向かっていた。
事故機については、ブリュッセル国際空港上空で着陸態勢に入るまでには特段のトラブルの前兆は見られなかった。10時5分頃、パイロットは滑走路が空くのを待つために空港上空で旋回し始めた。そのとき、目撃者の証言によると事故機の機体が制御を失って上昇と横傾斜を始め、ついにはバンク角が90度ほどに達し、そのまま空港近くの村落に墜落した。事故機の機体は炎上し、乗員乗客全員が即死した。
村落の畑で働いていた住民の男性が機体から飛散したアルミニウム片の直撃を受けて死亡し、もう1人の住民も残骸の飛散で脚部を切断する重傷を負った。この事故の知らせを受けて、当時のベルギーのボードゥアン1世国王とファビオラ王妃が事故現場に駆けつけ、犠牲者の遺族に弔意を表し負傷者とその家族を見舞った。
この事故の正確な原因については決定されなかったが、事故機の水平安定板は機首上げ側に10.5度の位置にあり、これは事故当時の状況ではありえないものであった。調査団は水平安定板のトリム調整機構の不具合が原因で機体が制御を失ったものと推定した。
事故機には、1961年世界フィギュアスケート選手権に出場予定だったアメリカ代表チームの選手18名とコーチ、審判員、選手の家族など16名が搭乗していて全員が死亡した。犠牲者の中には、1932年レークプラシッドオリンピックのフィギュアスケート女子シングルの銅メダリストで全米フィギュアスケート選手権で9回優勝した経験のあるマリベル・ビンソンと、マリベルの2人の娘で1960年スコーバレーオリンピック女子シングル6位、1961年全米フィギュアスケート選手権女子シングル優勝者のローレンス・オーウェンと1960年スコーバレーオリンピックペア競技10位で1961年全米フィギュアスケート選手権ペア競技優勝者のマリベル・オーウェンなどが含まれていた。このアメリカ代表チームの事故を受けて、国際スケート連盟（ISU）はこの年の世界フィギュアスケート選手権の開催中止を決定、翌年の1962年に改めてプラハで1962年世界フィギュアスケート選手権として開催することとした。
当時のアメリカ合衆国大統領であったジョン・F・ケネディはホワイトハウスから事故の犠牲者に対して哀悼の意を表す声明を発表した。ケネディはとりわけ、自身の個人的な友人でもあったペア競技の選手ダドリー・リチャーズ (Dudley Richards) の死に衝撃を受けていた。

## 影響

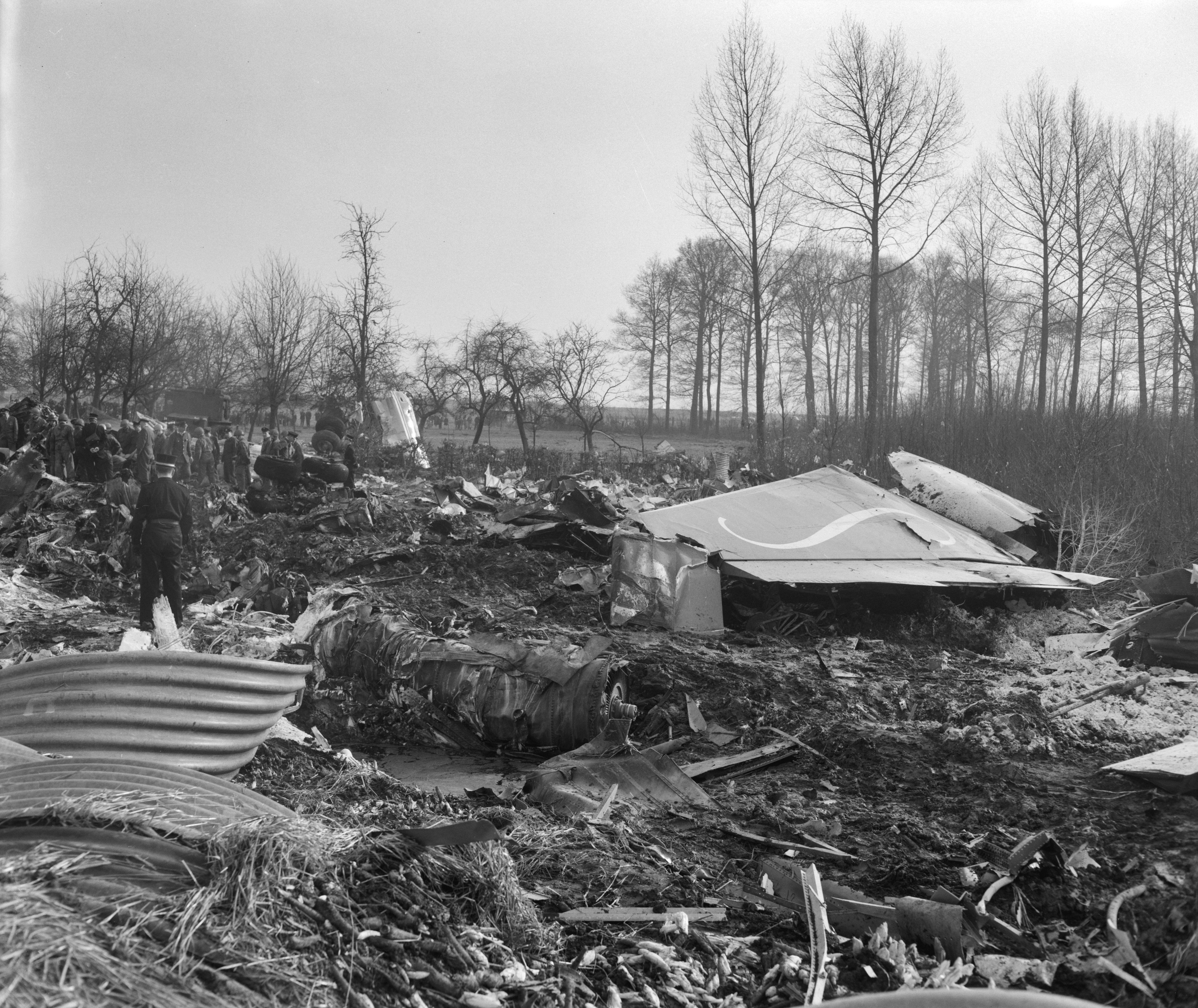
尾部付近の残骸

犠牲者の中に当時最高と謳われたアメリカ・フィギュアスケートのコーチ陣や主力選手たちが含まれていたため、1950年代から全盛を極めていたアメリカのフィギュアスケート界にとって有為な人材を多く失った本事故は壊滅的な打撃となった。このため、本事故で有能な指導者を失ったアメリカフィギュアスケート界は、欧州からカルロ・ファッシ（イタリア）やジョン・ニックス（イギリス）などといった指導者を招聘し、再建に取り組むことにもなった。
1964年のインスブルックオリンピックで当時14歳と363日だったスコット・アレンが男子シングルで銅メダルを獲得しているが、フィギュアスケート王国アメリカの復活は1968年グルノーブルオリンピックでのペギー・フレミングの女子シングル金メダル獲得とティム・ウッドの男子シングル銀メダル獲得まで待たなければならなかった。
また、本事故が発生する2ヶ月前に全米フィギュアスケート協会会長に就任したばかりだったフランク・リッター・シュムウェイは、事故の犠牲者たちを記念するために全米フィギュアスケート協会メモリアル基金 (USFSA Memorial Fund) を設立した。この基金はアメリカ国内の有望な若手フィギュアスケート選手の訓練を助成するためのもので、2016年の時点でも存在している。
事故から50年後の2011年に、1961年世界フィギュアスケート選手権アメリカ代表チーム（34名）は全米フィギュアスケート協会殿堂入りを果たしている。

## 犠牲者
- 男子シングル選手
  - グレゴリー・ケリー（16歳、1961年全米フィギュアスケート選手権2位）
  - ブラッドリー・ロード（21歳、1961年全米フィギュアスケート選手権優勝）
  - ダグラス・ラムゼー（16歳、1961年全米フィギュアスケート選手権4位）[7]
- 女子シングル選手
  - ロード・リー・マイケルソン（17歳、1961年全米フィギュアスケート選手権3位）
  - ローレンス・オーウェン（16歳、スコーバレーオリンピック女子シングル6位、1961年全米フィギュアスケート選手権優勝）
  - ステファニー・レスターフェルド（17歳、1961年全米フィギュアスケート選手権2位）
- ペア競技選手
  - イラ・レイ・ハドリー（18歳） & レイ・ハドリー・ジュニア（17歳）姉弟組（スコーバレーオリンピックペア競技11位、1961年全米フィギュアスケート選手権2位））
  - ローリー・ヒコックス（15歳） & ウィリアム・ヒコックス（19歳）兄妹組（1961年全米フィギュアスケート選手権3位）
  - マリベル・オーウェン（20歳） & ダドリー・リチャーズ（29歳）組（スコーバレーオリンピックペア競技10位、1961年全米フィギュアスケート選手権優勝）
- アイスダンス選手
  - ドナ・リー・キャリアー（20歳） & ロジャー・キャンベル（18歳）組（1961年全米フィギュアスケート選手権2位）
  - パトリシア・ディニーン（25歳） & ロバート・ディニーン（25歳）夫妻組[8]（1961年全米フィギュアスケート選手権3位）
  - ダイアン・シャブルーム（18歳） & ラリー・ピアス（24歳）組（1961年全米フィギュアスケート選手権優勝）
- コーチ・マネージャー
  - アルバ・ハドリー[9]、マリベル・ビンソン、エディー・ショルダン、ウィリアム・キップ、ダニエル・ライアン、ウィリアム・シュワレンダー（以上コーチ）
  - ディーン・マクミン（マネージャー）
- 競技委員と審判員
  - ハロルド・ハートショーン（審判員）
  - エドワード・ルメール（審判員）
  - ウォルター・S・パウエル（競技委員、審判員）
- 家族、乗員など
  - 選手、コーチ等の家族6名、他の旅行客29名、乗員11名、地上で事故に巻き込まれた地元住民の男性1名が死亡した。